# Рогаль-Левицкий, Дмитрий Романович
Дмитрий Романович Рога́ль-Леви́цкий (2 (14) июля 1898, Успенский прииск, Олёкминский округ, Якутская область, Российская империя — 17 декабря 1962, Москва, СССР) — советский музыковед (инструментовед) и педагог. Непревзойденный мастер оркестровки, Рогаль-Левицкий сыграл значительную роль в развитии жанра оркестровой сюиты; его практическая деятельность как знатока симфонического оркестра — важная страница в истории российской (советской) музыкальной культуры.

## Биографический очерк
Дмитрий Романович Рогаль-Левицкий родился 2 (14 июля) 1898 года на Успенском прииске (Якутия) в семье горного инженера и музыканта-любителя Романа Филипповича Рогаль-Левицкого. Получил хорошее домашнее образование под руководством своей матери, Наталии Александровны, которая занималась с ним музыкой. После переезда семьи в Москву, с 1908 года посещал музыкальные классы А. П. Буниной, а с 1910 года — занимался в классе фортепиано Е. Ф. Гнесиной, в училище Е. и М. Гнесиных.
В 1917 году окончил Первую московскую гимназию с серебряной медалью. В том же году отправился на турецкий фронт в качестве вольноопределяющегося. После освобождения от военной службы продолжил занятия музыкой.
В 1921-23 гг. занимался (частным образом) теорией музыки и композицией с А. Т. Гречаниновым.
В 1925 г. окончил Московскую консерваторию по классу арфы М. А. Корчинской и научно-теоретическое отделение творческого факультета по классам теории музыки (педагог Г. Э. Конюс) и инструментовки (С. Н. Василенко).
В 1920-х — 1930-х годах (до 1938) жил в Калошином переулке (д. 4).
С 1926 по 1929 годы Рогаль-Левицкий работал научным сотрудником Музыкально-этнографических курсов Государственного института музыкальной науки.
В 1927 — редактор «Трудов» Ассоциации камерной музыки и московского отдела издательства московского Общества драматических писателей.
С 1927 — член-корреспондент Северо-Кавказского Горского Научно-исследовательского института в Ростове-на-Дону. Публиковал рецензии и музыкально-критические статьи в различных журналах и газетах.
В 1932 — кандидат искусствоведения.
С 1932 года до конца дней (с перерывами) преподавал инструментовку (с 1946 профессор, с 1957 — зав. кафедрой инструментовки) Московской государственной консерватории. Среди учеников А. И. Хачатурян, Т. Н. Хренников, Р. К. Щедрин, А. Я. Эшпай, А. Г. Арутюнян, А. А. Бабаджанян, И. А. Барсова, Е. Голубев, Г. Киркор, Э. М. Мирзоян, А. Спадавеккиа, С. Разорёнов.
Автор капитального труда «Современный оркестр» (т. 1-4, 1953-56), научно-методических работ и талантливых литературных сочинений. Среди последних мемуары под названием «Пожелтевшие страницы. Книга давно минувших дней», автобиографические записки «50 лет в когтях у музыки», а также «персональные» очерки, посвящённые известным музыкантам, с которыми автору довелось общаться и работать — Н. С. Голованову, С. С. Прокофьеву, Г. Э. Конюсу и др. В своих литературных сочинениях, не делая скидок на тогдашнюю (строгую) цензуру, прямо и нелицеприятно представил картину советской культурной жизни. Большая часть воспоминаний и очерков Рогаль-Левицкого остаётся неопубликованной.
Супругой Дмитрия Романовича была пианистка Т. Н. Рогаль-Левицкая (1910—1999), в 1960—1975 годах возглавлявшая Школу-семилетку имени Гнесиных.
Умер 17 декабря 1962 года. Похоронен в Москве на Введенском кладбище (10 уч.).

### Преподавательская деятельность

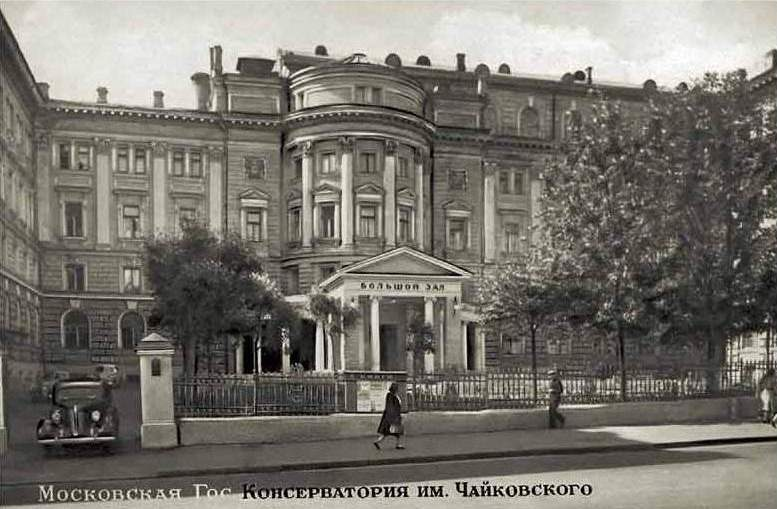
Московская консерватория, 1940-е годы

- 1921—1937 — Преподавал в Музыкальном техникуме имени Гнесиных
- 1925—1927 — на Музыкально-вокальных курсах имени И. Ф. Стравинского
- 1927—1928 — в Музыкальном техникуме имени А. А. Ярошевского. Вел гармонию, анализ музыкальных произведений, инструментовку и аранжировку.
- 1932—1937 — доцент кафедры инструментовки в Московской консерватории, позднее — на Военном факультете
- 1943—1944 — Преподавал в Музыкальном училище
- 1944—1945 — Преподавал в Государственном музыкально-педагогическом институте имени Гнесиных
- 1944—1946 — начальник кафедры инструментовки Высшего училища военных капельмейстеров Красной Армии, с 1944 года — профессор
- 1945 — возобновил преподавание на теоретико-композиторском факультете Московской консерватории
- 1952 — исполняющий обязанности заведующего кафедрой инструментовки на теоретико-композиторском факультете Московской консерватории
- 1957 — заведующий кафедрой инструментовки на теоретико-композиторском факультете Московской консерватории

## Оркестровка
| год       | Произведение                                                                             | Оркестровка. Музыкальные инструменты               |
| 1927      | «Мельник, колдун, обманщик и сват» А. О. Аблесимова и М. М. Соколовского                 | оркестр (опера)                                    |
| 1928—1932 | «Три сборника переложений для двухрядной венской гармоники»                              | гармоника                                          |
| 1932      | «Листиниана»                                                                             | оркестр (балет)                                    |
| 1935      | «Скрябиниана» , Большой театр                                                            | оркестр (балет)                                    |
| 1939      | «Иванушка-дурачок» Ц. А. Кюи                                                             | оркестр, (опера)                                   |
| 1947      | «Шопениана»                                                                              | оркестр (балет)                                    |
| 1947      | симфоническая сюита «Памяти С. В. Рахманинова»                                           | Симфонический оркестр                              |
| 1953      | произведения С. С. Прокофьева по его клавирам с размеченной инструментовкой              | Составил партитуры                                 |
| 1956      | «Кармен» Ж. Бизе                                                                         | Полная редакция оперы Рогаль-Левицким              |
| 1940      | «Тарас Бульба» В. П. Соловьева-Седого, Большой театр                                     | оркестр (балет)                                    |
| 1942      | «Емельян Пугачев» М. В. Коваля                                                           | оркестр (опера)                                    |
| 1943      | «Запорожец за Дунаем» С. С. Гулак-Артемовского                                           | оркестр (опера)                                    |
| …         | 50 романсов русских и зарубежных авторов                                                 | для голоса и трио: фортепиано, скрипка, виолончель |
| …         | «Интернационал», Государственные гимны: СССР, Союзных республик, Франции, Польши, Турции | автор официальных редакций                         |

## Оркестровка фортепианных произведений для балетов
- В 1929 году Рогаль-Левицкий инструментовал фортепианные произведения Листа для постановки Танцевальной сюиты К. Голейзовского
- В 1934 году состоялась премьера балета Голейзовского «Песнь любви», с музыкой Ф. Листа
- В 1958 году Голейзовский поставлил в ЛАХУ имени А. Я. Вагановой балет «Листиана», (художник Т. Г. Бруни), состоящий из номеров:

1. «Забытый вальс»
2. «Утешение»
3. «Вальс-импровизация»
4. «Листок из альбома»
5. «Мыслитель»
6. «Забытый романс»
7. «Порыв»
8. «Кампанелла»

- 17 октября 1962 года на сцене ГАБТ состоялась премьера балета К. Голейзовского «Скрябиниана», на музыку А. Н. Скрябина.
- «Скрябиниана» состояла из музыкальных номеров:

1. Поэма op. 32, No.1 — «Гирлянда»
2. Прелюдия, op. 11, No.17,10,6 — «Три настроения»
3. Поэма, op. 34 — «Трагическая поэма»
4. Этюд op. 2, No.1 — «Лирическая этюд»
5. op. 3, No. 6 — «Мазурка»
6. Прелюдия, op. 51, а-moll, «Хрупкость» — «Романтический дуэт»
7. Этюд, op. 8, No.10 — «Вакхический этюд»
8. op. 24 — «Мечты» («Дифирамб»)
9. Этюд, op. 8, No.12 — «Героический этюд» («Героика»)
10. op. 16, No. 1,2,4 — «Три прелюдии»
11. «Две поэмы»[уточнить]
12. «Сатаническая поэма»
13. op. 63, No.2 — «Странность»
14. op. 32, No.2 — «Драматическая поэма»

## Публикации

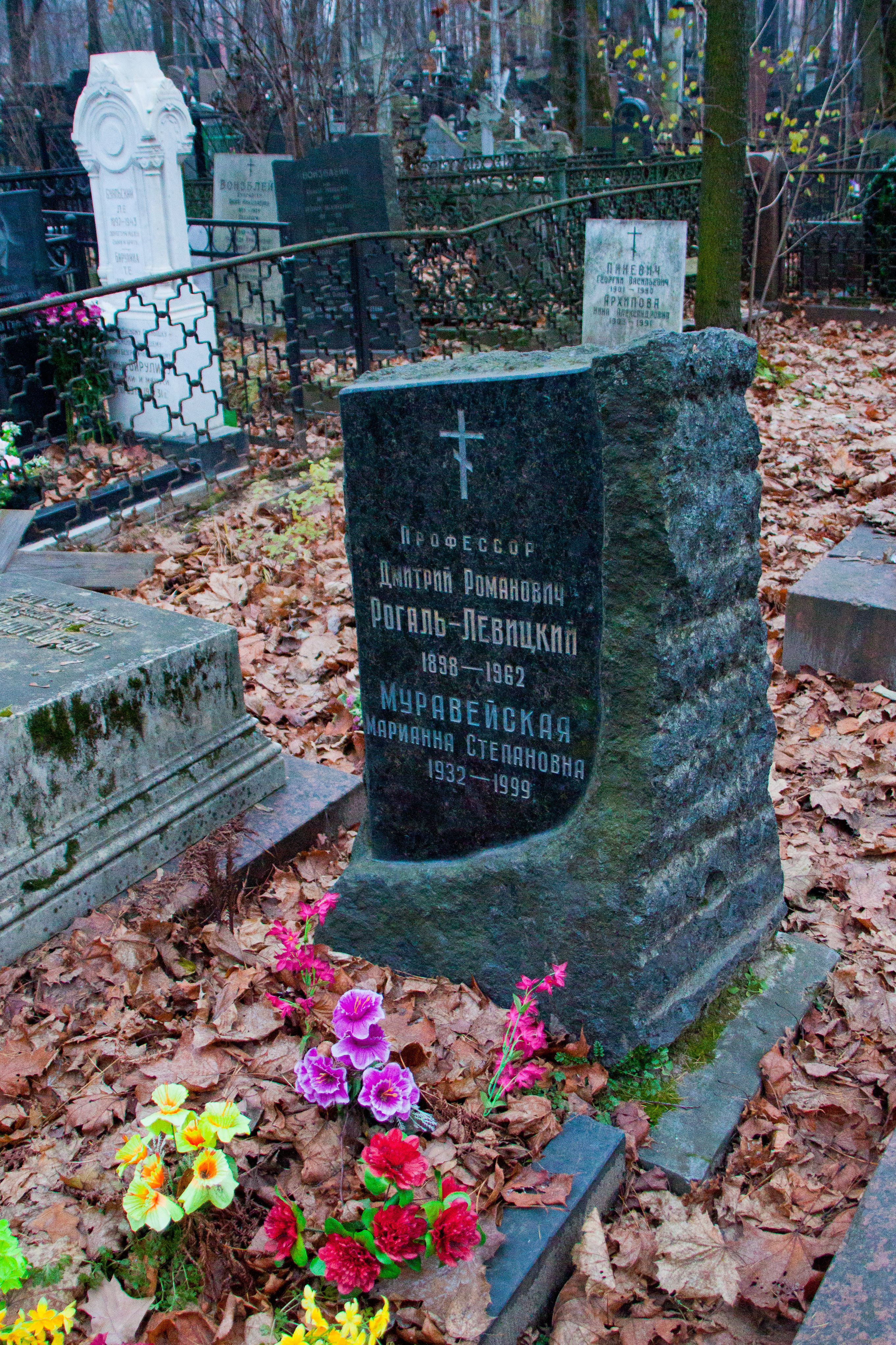
Могила Д. Р. Рогаль-Левицкого на московском Введенском кладбище в Лефортово

- 1923 — «Возможности современного оркестра» (книга не опубликована).
- 1923 — «Возможности современного оркестра» (рукопись)
- 1926 — «Теория основных элементов музыки» (рукопись)
- 1926 — «Якутская народная песня», (Музыковедческий труд). «Музыка и революция» 1926. № 10
- 1926—1928 — «Русская соната. Опыт тематического анализа фортепианных и инструментальных сонат русских авторов» (рукопись)
- 1927 — «Песни Крыма», (Музыковедческий труд). «Информационный бюллетень» 1927. № 19, 20
- 1927 — «Сергей Василенко и его альтовая соната», (Музыковедческий труд)
- 1927 — «Песни Северной Осетии. Историко-этнографические очерки, теоретический и метро-тектонический анализ песен и обработка легенд, связанных с содержанием данных песен»
- 1927 — «Песни Карачая» (материал рукописи вошёл в многочисленные статьи Д. Р. Рогаль-Левицкого)
- 1928 — «Песенное творчество Осетии». «Советское искусство». 1928. № 4 ,(Музыковедческий труд)
- 1928 — «Песенное творчество карачаевцев». «Советское искусство». 1928. № 3,(Музыковедческий труд)
- 1930 — «Инструменты современного оркестра». «Современная партитура». М., 1930
- 1930—1932 — «Техника искусства оркестровки. Материалы и записи, подбираемые для полного методического курса оркестровки» (рукопись)
- с 1931 по 1938 годы работал в музыкальной редакции Музгиза.
- 1934 — новая редакция «Практического руководства по инструментовке» Э. Гиро (впервые напечатано в России в 1892; перевод Г. Э. Конюса).
- 1935 — «Курс чтения партитур Глеба Таранова» (Полная редакция и обработка). М., 1935
- 1938 — перевод с французского 7-го изд. книги Ш.М. Видора «Техника современного оркестра». Второе издание переведено на китайский язык (1938). В 1958—1959, 1960 — дополненное сведениями о последних усовершенствованиях и технических возможностях инструментов, а также анализами многих партитур русских композиторов (долгое время использовалось как учебное пособие в области инструментоведения).
- 1953—1956 — Современный оркестр — капитальная монография в 4 томах. В 1962 издана на китайском языке.
- 1961 — «Беседы об оркестре». — М.: Музыка, 1961. — 287 с.
- 1961 — «Мимолетные связи», воспоминания о С. С. Прокофьеве. Сб. «Сергей Прокофьев. К 110-летию со дня рождения» / Труды ГЦММК им. М. И. Глинки. М., 2001.
- 1962 — 12 монографий по инструментовке. «Перечень главнейших работ», 18 апреля 1962 г. — ГЦММК. Ф. 351. Ед. хр. 16.
- «Мой первый учитель композиции», воспоминания о А. Т. Гречанинове. (Не опубликованы)
- Автобиографический роман: «50 лет в когтях у музыки: тягостные воспоминания о бесславно прожитой жизни». ГЦММК им. М. И. Глинки. Ф. 351. Ед. хр. 740
- «Пожелтевшие страницы». ГЦММК. Ф. 351. Ед. хр. 540

## Награды
- орден «Знак Почёта» (14.02.1945)
- медали